# Warta (comune)
Warta (in jidisch contemporaneo: ווארטע Varte, storicamente: דוווּרט Dvurt) è un comune urbano-rurale polacco del distretto di Sieradz, nel voivodato di Łódź.
Ricopre una superficie di 252,91 km² e nel 2004 contava 13 160 abitanti.